# Regno Mbata

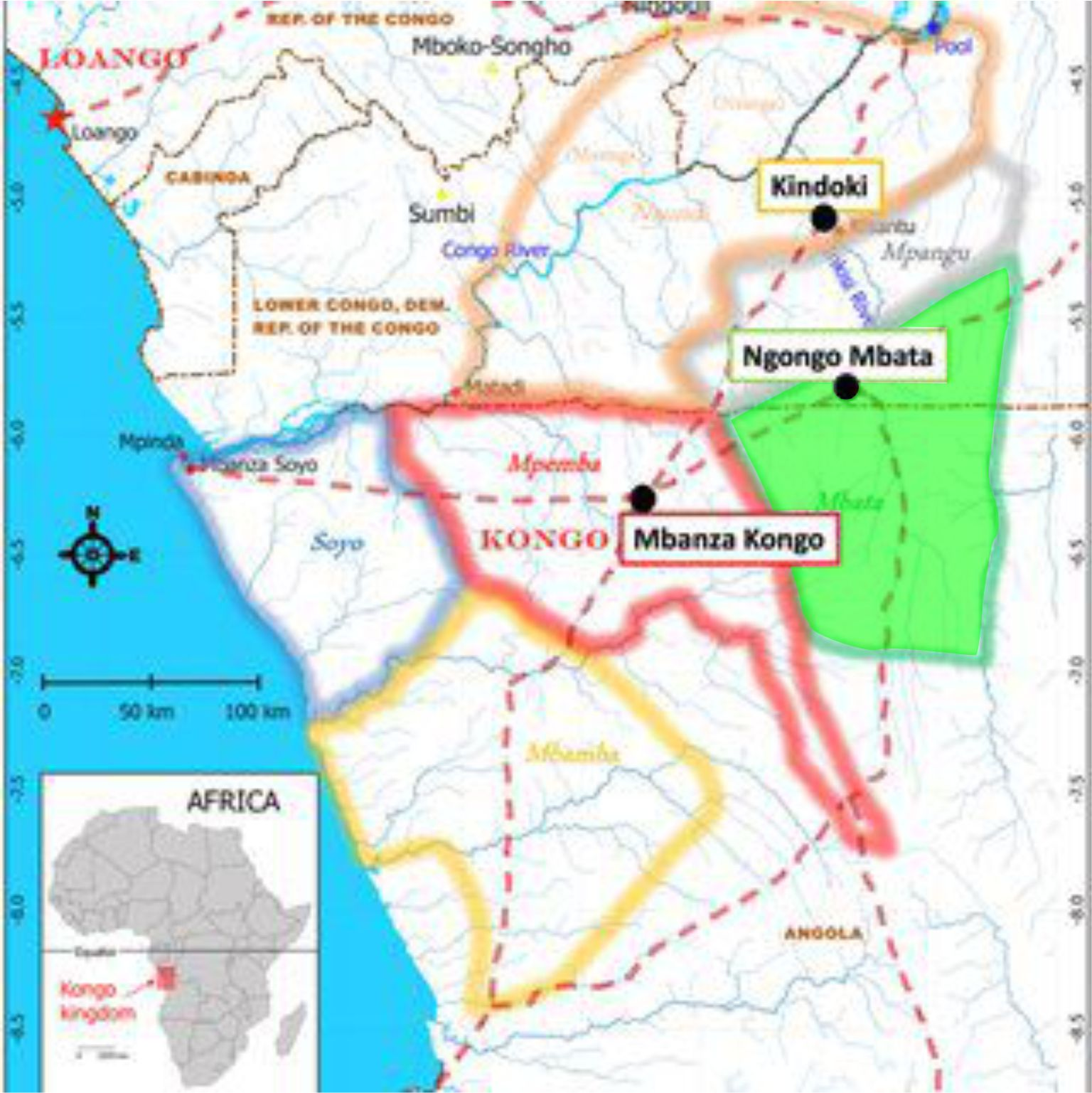
Localizzazione del regno Mbata (verde) nel bacino del Congo

Mbata è il nome tradizionale attribuito a un regno bantu situato nel bacino del fiume Congo, a nord di Mpemba Kasi, esistito fino a quando non si fuse con quest'ultimo per formare il regno del Congo intorno al 1375 d.C. Il mito fondativo del regno del Congo inizia infatti con il matrimonio di Nimi a Nzinga, re di Mpemba Kasi, con Lukeni Lua Sange, figlia di Nsaku-Lau, capo del popolo Mbata. Il loro matrimonio avrebbe consolidato l'alleanza tra i due popoli, un'alleanza che sarebbe diventata la base del regno del Congo. Nimi a Nzinga e Luqueni Lua Sange ebbero un figlio di nome Lukeni Lia Nimi, che sarebbe diventato la prima persona a ricevere il titolo di Manikongo.
Secondo gli storici, Mbata si trovava a est del territorio del regno del Congo, sulle rive del fiume Kwango. La capitale era la città di Maquela do Zombo, situata nella provincia di Uíge, nell'odierna Angola settentrionale. Tra il XVI secolo e il 1914, il suo territorio corrispose al ducato di Bambata, una delle entità più ricche e importanti dell'Impero del Congo.